# Argument der letzten Person
Das Argument der letzten Person ist ein Argument in der Umweltethik. Das Argument geht auf den Vortrag Is There a Need for a New, an Environmental, Ethic? (englisch; zu Deutsch Brauchen wir eine neue, eine Umweltethik?) von Richard Routley zurück, den er auf dem 15. Weltkongress für Philosophie 1973 in Warna hielt.

## Argument
Es handelt sich dabei um ein Gedankenexperiment, mit dem gezeigt werden soll, dass liberale Gerechtigkeitstheorien nur eine unbefriedigende Grundlage für eine Umweltethik liefern können. Diese Ethiken haben nach Routley alle ein Freiheitsprinzip gemeinsam, das besagt, dass alle moralisch Handelnden im Wesentlichen machen können, was sie wollen, solange sie niemanden anderen verletzen und  sich selbst nicht verletzen. Diese Argumentationsstruktur hat nach Routley zur Folge, dass ausschließlich menschliche (oder verallgemeinerte menschliche) Interessen Berücksichtigung finden können, und er schlägt den Begriff menschlicher Chauvinismus für diesen Narrativ vor.

„Der letzte Mensch (oder die letzte Person), die den Kollaps der weltlichen Ordnung überlebt, beginnt um sich zu schlagen und eliminiert, sofern es ihm möglich ist, jedes lebende Wesen, ob Tier, ob Pflanze (meinethalben auch schmerzfrei, wie in den besten Schlachthäusern). Was diese Person tut ist völlig unproblematisch im Kontext des [menschlichen] Chauvinismus, doch aus einer Umweltperspektive sind diese Handlungen falsch.“

Richard Routley hat dieses Argument in (Routley & Routley 1982) weiterentwickelt und es findet sich in ähnlicher Form auch bei (Rolston 1975), (Attfield 1975), (Warren 1983). Diese Autoren folgern aus der moralischen Intuition, dass auch eine „letzte Person“ Pflichten hat, dass eine Umwelt einen intrinsischen Wert haben muss. Diese metaethischen Positionen heißen dann biozentrisch oder tiefenökologisch.

## Gegenargumente
Gegenargumente können schlicht die Intuition, dass die letzte Person in einem moralischen Sinne „falsch“ handelt, zurückweisen:

„Nimm an, dass nachdem die letzte Person verstorben ist, […] eine Gruppe Außerirdischer den Planeten vorfindet, die sich in ihrem Geschmack radikal von uns unterscheiden. Sie haben eine Vorliebe für flache Landschaften und finden alle Berge und Bäume auf der ganzen Welt extrem hässlich. Ein Philosoph dieser Gruppe, der zuvor ein Argument der letzten Person vorgeschlagen hat, stünde ziemlich dumm da.“

Jamieson (2008) argumentiert entlang eines Vorschlags von Elliot (1985), dass auch mit der Wertschätzung einer Umwelt durch Personen, die zeitlich vor oder nach der „Welt der letzten Person“ existieren, eine moralische Erheblichkeit dieser Umwelt begründet werden kann. Nach ihnen folgt aus dem Argument der letzten Person auch unter der Annahme, dass die letzte Person falsch handelt, nicht zwingend ein intrinsischer Wert einer Umwelt.